# Gentinos
Gentinos (altgriechisch Γεντῖνος) war eine antike Stadt in der kleinasiatischen Landschaft Troas.
Stephanos Byzantinos bezeichnet die Stadt als Polis, nach ihm sei die Stadt von einem Sohn des Aineías gegründet worden.
Gentinos war im 5. Jahrhundert v. Chr. Mitglied des attisch-delischen Seebundes, es wird in den Tributlisten zwischen 452/2 und 444/3 v. Chr. siebenmal genannt. Im 4. Jahrhundert v. Chr. prägte Gentinos Münzen mit einem weiblichen Kopf auf der Vorderseite und einer Biene auf der Rückseite.
Die Lage von Gentinos ist nicht völlig gesichert, es wird meist mit einer Siedlung auf dem Ballı Dağ identifiziert.